# Modelli di dispersione in atmosfera

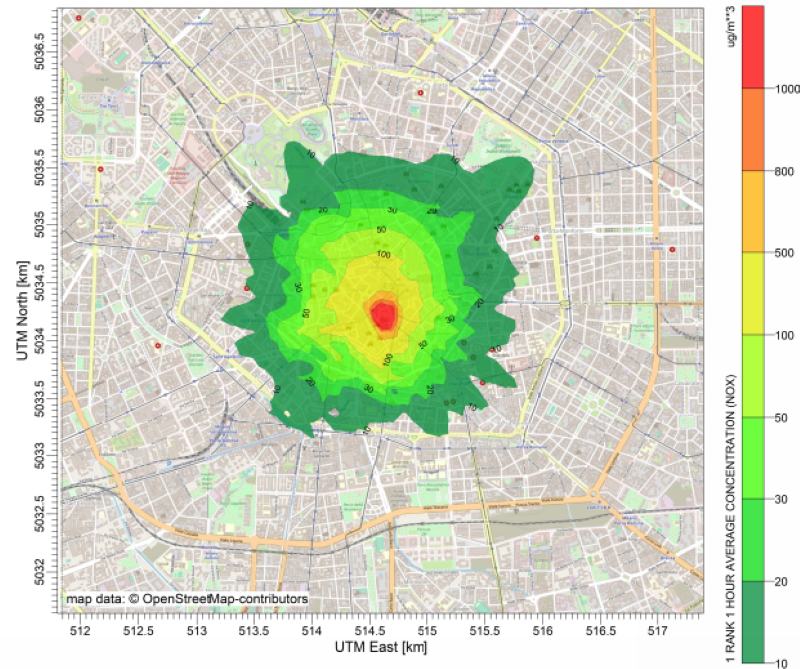
Mappa di ricaduta elaborata da un modello di dispersione

I modelli di dispersione in atmosfera sono modelli matematici in grado di simulare il trasporto, la dispersione in atmosfera e la ricaduta al suolo degli inquinanti emessi. Questi strumenti di calcolo, previa immissione di opportuni dati di input, restituiscono il campo di concentrazione spazio-temporale degli inquinanti.
Un inquinante, una volta emesso in atmosfera, va incontro ad una serie di fenomeni quali il trasporto dovuto all'azione del vento, la dispersione per effetto dei moti turbolenti dei bassi strati dell'atmosfera, le reazioni chimiche di trasformazione, la deposizione, e la dispersione nell'ambiente circostante, diluendosi in un volume di aria più o meno grande a seconda della condizioni meteorologiche presenti. Pertanto, la particella rilasciata in un determinato punto ad un dato istante, trascorso un certo periodo di tempo, si troverà in un punto diverso, con un diverso valore di concentrazione in funzione della diluizione che ha subito lungo il suo percorso.
L'obiettivo dei modelli di dispersione è quello di quantificare, tramite appositi algoritmi di calcolo basati principalmente su bilanci di materia, energia e quantità di moto, la concentrazione dell'inquinante in tutti i punti del dominio spaziale ed in ogni istante.
Una volta ottenuto il campo spazio-temporale della concentrazione, i modelli di dispersione dispongono di un post-processore che elabora l'output del modello per estrarre mappe di impatto o calcolare parametri di interesse (concentrazione massima o media, percentili, frequenze di superamento di soglie stabilite dall’utente). Questo consente di schematizzare l'output del modello in un formato idoneo ad una buona visualizzazione e comprensione permettendo, per esempio, un facile confronto tra i valori di concentrazione al suolo ed eventuali limiti normativi.

## Strato limite planetario
La troposfera è lo strato più basso dell’atmosfera a diretto contatto con la superficie terrestre. Lo strato limite planetario o planetary boundary layer (PBL) è lo strato inferiore della troposfera all'interno del quale si ha l’emissione di sostanze inquinanti, il loro trasporto, la diffusione, l’eventuale trasformazione chimica e il loro decadimento: in sostanza, l'inquinamento atmosferico rimane confinato all'interno dello strato limite planetario.
La caratteristica del PBL più evidente ed importante ai fini dell'inquinamento atmosferico è la presenza di significative irregolarità (fluttuazioni turbolente) nell’andamento nello spazio e nel tempo delle grandezze fisiche che lo caratterizzano. Questi fenomeni di turbolenza, intesa come la tendenza dell'atmosfera a creare moti irregolari caratterizzati dalla presenza di vortici e fluttuazioni attribuibili a gradienti di velocità del vento e di temperatura, sono responsabili della dispersione degli inquinanti in atmosfera.
La turbolenza atmosferica ha una duplice origine, meccanica o termica.
La turbolenza meccanica si origina dal movimento dell’aria (fluido viscoso) su una superficie rugosa (il suolo). In altre parole, è dovuta all’interazione tra il suolo e le correnti aeree e comporta la formazione di vortici irregolari tridimensionali (eddy). La rugosità della superficie terrestre determina un decremento della velocità del vento avvicinandosi alla superficie, fino ad annullarsi in corrispondenza del suolo (no-slip condition). Si genera quindi un gradiente di velocità tanto maggiore quanto più accidentata è l’orografia e la morfologia terrestre e quanto maggiore è la velocità del vento.
La turbolenza termica è legata all’immissione di calore nel PBL in corrispondenza dell’interfaccia aria-suolo e, a differenza della turbolenza meccanica (sempre presente), la turbolenza convettiva si manifesta solo nelle ore diurne e soleggiate: il suolo, riscaldato dal Sole, trasferisce parte del calore all’atmosfera sovrastante generando quindi un gradiente di temperatura negativo (riduzione di temperatura con la quota) negli strati d’aria più vicini al suolo. Il gradiente termico negativo favorisce la dispersione delle sostanze in atmosfera: la particella di inquinante rilasciata in prossimità del suolo, essendo più calda dell'aria sovrastante, per effetto del galleggiamento termico, tenderà a salire verso l'alto acquisendo un moto ascensionale e allontanandosi dal punto di emissione. Lo strato di aria in cui si verifica questo fenomeno prende il nome di strato superficiale e si estende dal suolo fino a qualche centinaio di metri. Al di sopra di esso, si incontra lo strato rimescolato caratterizzato da un gradiente termico pressoché nullo (temperatura costante con la quota): la particella sale con velocità costante. Superato lo strato rimescolato la particella incontra lo strato di entrainment, caratterizzato da un forte gradiente positivo di temperatura tale per cui, essendo la particella più fredda dell'aria sovrastante, tenderà a tornare verso il suolo. A questo punto, dato il gradiente negativo in prossimità della superficie terrestre, l'inquinante viene nuovamente inglobato in vortice ascendente. Si viene quindi ad instaurare un ciclo che termina solo quando viene meno l'apporto della radiazione solare (al tramonto). Per PBL si identifica lo strato di atmosfera che comprende lo strato superficiale, quello rimescolato ed eventualmente quello di entrainment. Il gradiente termico caratteristico evidenzia come sia altamente improbabile che la particella superi lo strato di entrainment: l'inquinamento rimane dunque confinato all'interno del PBL.
Durante le ore notturne, venendo meno l'apporto della radiazione solare, la turbolenza atmosferica è ascrivibile unicamente al contributo meccanico che comporta vortici di dimensione molto inferiore rispetto a quelli che si manifestano durante il giorno. Nelle ore notturne il profilo di temperatura è generalmente positivo. Tale situazione sfavorisce la dispersione verticale degli inquinanti in atmosfera: la ridotta capacità disperdente dell'atmosfera comporta fenomeni di inquinamento ambientale generalmente più intensi durante la notte. In queste situazioni, il PBL viene identificato come lo strato di atmosfera localizzato nelle immediate vicinanze del suolo dove l'intensità dei fenomeni di turbolenza meccanica risulta più pronunciata.
Il gradiente termico verticale determina il grado di stabilità dell’atmosfera, ossia la sua attitudine ad impedire o favorire i movimenti verticali dell’aria. Durante le ore caratterizzate da un gradiente negativo, tipico di ore diurne e soleggiate, l'atmosfera viene definita instabile e la dispersione degli inquinanti risulta favorita. Al contrario, nelle ore notturne il gradiente termico positivo inibisce i fenomeni dispersivi e l'atmosfera viene definita stabile. Nel caso in cui il gradiente di temperatura risulti nullo, si è in condizione di atmosfera neutra, tipico di situazioni diurne o notturne con forte vento e cielo coperto. Esistono diverse classificazioni per valutare il grado di stabilità dell'atmosfera, la più nota delle quali è quella proposta da Pasquill.

## Tipologie di modelli matematici

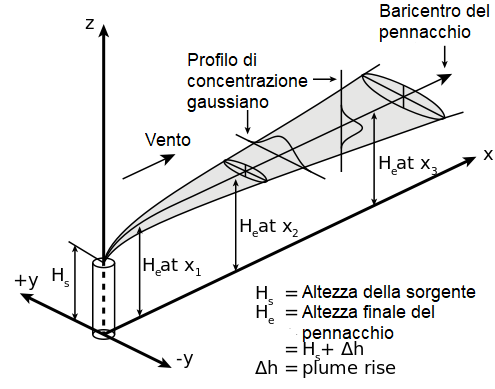
Schematizzazione di un pennacchio simulato da un modello di dispersione Gaussiano e del fenomeno di plume-rise.

Esistono diverse tipologie di modelli di dispersione in atmosfera, dai più semplici (modelli gaussiani stazionari) fino a modelli più complessi ed accurati (modelli fluidodinamici).
I modelli gaussiani stazionari (AERMOD) descrivono il fenomeno emissivo attraverso l'emissione di un pennacchio di inquinante all'interno del quale la concentrazione è distribuita in maniera gaussiana. Si tratta di modelli analitici, di semplice utilizzo, che prevedono alcune ipotesi semplificative:
- Il rateo emissivo è costante nel tempo;
- Le variabili meteorologiche non variano nel tempo e lungo la coordinata orizzontale (pur potendo variare con la quota);
- Orografia semplice (terreno pianeggiante).

Il calcolo della concentrazione di inquinante al suolo ({\displaystyle z=0}) è basato sull'integrazione in condizioni semplificate (stazionarietà e omogeneità) dell'equazione generale del trasporto e della diffusione:
{\displaystyle C(x,y,0)={\frac {Q}{\pi \sigma _{y}\sigma _{z}u}}{\biggl (}exp{\biggl (}-{\frac {1}{2}}{\Biggl (}{\frac {y}{\sigma _{y}}}{\Biggr )}^{2}{\biggr )}{\biggr )}{\biggl (}exp{\biggl (}-{\frac {1}{2}}{\Biggl (}{\frac {h_{B}}{\sigma _{z}}}{\Biggr )}^{2}{\biggr )}{\biggr )}}
{\displaystyle Q} = rateo emissivo dell'inquinante [g/s]
{\displaystyle \sigma _{y},\sigma _{z}} = parametri di dispersione in direzione y e z [m]
{\displaystyle u} = velocità del vento [m/s]
{\displaystyle h_{B}} = altezza del baricentro del pennacchio [m]
Nonostante le assunzioni adottate dal modello che ne limitano l'applicabilità in situazioni complesse, la sua semplicità e la sua facilità di programmazione lo rendono uno dei modelli maggiormente utilizzati.
I modelli a puff (CALPUFF) sono modelli più avanzati che descrivono l'emissione e la dispersione in maniera discretizzata, considerando il rilascio di nuvolette (puff) di inquinante. Rappresentano un'evoluzione dei modelli gaussiani poiché eliminano le assunzioni di stazionarietà e di omogeneità orizzontale del campo di vento. Per questo motivo risultano più adeguati alla trattazione di fenomeni dispersivi in caso di orografia complessa. I modelli a puff presentano analogie con i modelli gaussiani, in quanto si considera la concentrazione dell'inquinante all'interno di ogni singolo puff distribuita secondo una gaussiana, e con i modelli lagrangiani per l'approccio utilizzato nel descrivere la traiettoria del puff. L'approccio lagrangiano descrive infatti i cambiamenti di concentrazione relativamente al moto del fluido (non rispetto ad un sistema fisso di coordinate, peculiarità dell'approccio euleriano).
I modelli lagrangiani a particelle sono modelli tridimensionali non stazionari che descrivono il fenomeno emissivo come il rilascio di una serie di particelle in continuo movimento caotico (pseudo-casuale) nello spazio e nel tempo. L'idea alla base di questi modelli è che, data la natura estremamente irregolare e variabile delle variabili che caratterizzano il PBL (a causa della turbolenza atmosferica) non sia possibile identificare un'espressione matematica che descriva in maniera deterministica l'evoluzione nel tempo di ogni variabile. I modelli Lagrangiani a particelle sono dei modelli stocastici che descrivono la traiettoria di ciascuna particella secondo le leggi di un processo stocastico, ovvero un processo la cui evoluzione è casuale e che può avere infinite evoluzioni diverse a priori. Tuttavia, oltre alle fluttuazioni stocastiche, si considera anche un contributo deterministico, che tiene conto dell'avvezione, ovvero il trasporto da parte del moto medio del vento: il movimento della particella è dunque descritto come la sovrapposizione di due contributi diversi.
{\displaystyle w(x,y,z,t)={\bar {w}}(x,y,z,t)+w'(x,y,z,t)}
{\displaystyle w(x,y,z,t)} = velocità istantanea della particella (componente verticale) 
{\displaystyle {\bar {w}}(x,y,z,t)} = contributo deterministico
{\displaystyle w'(x,y,z,t)} = contributo stocastico
Il primo termine, deterministico, viene stimato sulla base delle leggi della cinematica, il contributo di fluttuazione turbolenta viene descritto dall'equazione stocastica di Langevin:
{\displaystyle dw'=w'(t+dt)-w'(t)=a_{w}(w',t)+b_{w}(w',t)d\xi }
Il termine {\displaystyle d\xi }, noto come processo incrementale di Wiener, rappresenta una variabile stocastica, con distribuzione gaussiana avente media pari a zero e varianza pari a {\displaystyle dt}. La trattazione dei due termini rimanenti, {\displaystyle a_{w}}, noto come coefficiente di drift, e il coefficiente di diffusione {\displaystyle b_{w}}, è complessa e richiede l'introduzione di alcune variabili caratteristiche del PBL (es. energia cinetica turbolente) e il ricorso all'equazione di Fokker-Planck e al concetto di funzione di densità di probabilità.
I modelli euleriani (CALGRID), diversamente dai modelli lagrangiani che descrivono le variazioni di concentrazione rispetto al moto del fluido, simulano il fenomeno dispersivo rispetto ad un sistema di coordinate cartesiane fisso nello spazio e nel tempo e solidale con la superficie terrestre. L’ipotesi alla base dell’approccio euleriano è la certezza che le leggi della fluidodinamica classica siano in grado di descrivere completamente, perfettamente e quindi deterministicamente, la dispersione degli inquinanti nel PBL. È questo, quindi, un approccio completamente deterministico che si basa sulla scrittura dell’equazione di conservazione delle sostanze inquinanti presenti nel PBL. Questi modelli risolvono infatti numericamente l'equazione di trasporto per il calcolo della concentrazione degli inquinanti:
{\displaystyle {\tfrac {\partial {\bar {c}}}{\partial t}}+u_{i}{\tfrac {\partial {\bar {c}}}{\partial x_{i}}}={\tfrac {\partial }{\partial x_{i}}}{\Bigl (}D{\tfrac {\partial {\bar {c}}}{\partial x_{i}}}{\Bigr )}-{\tfrac {\partial }{\partial x_{i}}}{\bar {c'u_{i}'}}+R+S_{c}}
Il primo termine esprime la variazione temporale della concentrazione media, il secondo il contributo al trasporto dell'inquinante da parte del moto medio del vento (contributo di avvezione), il terzo il contributo legato alla diffusione molecolare e il quarto rappresenta la diffusione dovuta alla turbolenza atmosferica (generalmente trascurabile). Il termine {\displaystyle R} identifica il contributo delle reazioni chimiche in atmosfera che possono produrre o consumare la specie in questione, il termine {\displaystyle S_{c}} rappresenta il termine sorgente, ovvero il tasso di produzione dell'inquinante.
I modelli fluidodinamici (FLUENT) effettuano un'analisi complessa relativa alla fluidodinamica delle masse d'arie. La fluidodinamica computazionale utilizza appositi algoritmi per analizzare e risolvere problemi legati al movimento di fluidi in sistemi confinati o in campo aperto. In questo modo si riescono ad elaborare gli effetti legati ai fenomeni di turbolenza atmosferica sulla dispersione degli inquinati e a trattare in maniera precisa l'influenza da parte di qualunque tipo di ostacolo o orografia.
I modelli euleriani e ancor più quelli fluidodinamici sono modelli complessi che richiedono generalmente elevate risorse di calcolo.

## Dati di input
I modelli di dispersione, a prescindere dalla tipologia di modello matematico, richiedono alcuni dati di input per la ricostruzione del campo di vento e del fenomeno dispersivo.
I dati orografici riguardano l'orografia del territorio (quote altimetriche) e i dati di land-use derivanti dalla classificazione delle immagini satellitari in categorie di "uso del suolo", come urbano, forestale, agricolo, industriale. I dati orografici risultano necessari per la costruzione del campo di vento e delle caratteristiche superficiali (lunghezza di rugosità) che influenzano la capacità dispersiva dei bassi strati dell’atmosfera e le modalità e l’entità delle deposizioni al suolo. Le quote altimetriche sono generalmente scaricabili da librerie disponibili online (SRTM), così come i dati di land use (Corine Land Cover).
L'entità e la tipologia dei dati meteorologici richiesti dal modello dipendono dalla complessità del modello. In generale, indipendentemente dal modello utilizzato, vengono sempre richieste le informazioni relative a velocità e direzione del vento al suolo o a bassa quota, temperatura al suolo e gradiente termico verticale, umidità dell’aria, pressione atmosferica, radiazione solare globale e netta, tasso di precipitazione. Da questi dati il modello ricava alcuni parametri micrometeorologici (che caratterizzano cioè le proprietà e l'evoluzione del PBL) tra cui l'altezza dello strato di rimescolamento, classe di stabilità, lunghezza di Monin-Obukhov, velocità di attrito con la superficie. I dati meteorologici possono essere scaricate da dataset disponibili online, acquistati (WRF) oppure derivanti da misurazioni di centraline di qualità dell'aria.
I dati relativi alla caratterizzazione delle sorgenti emissive sono necessari per descrivere le sorgenti da un punto di vista fisico, geometrico ed emissivo:
- Tipologia di sorgente. Ogni sorgente implementata nel modello deve essere ricondotta ad una delle seguenti tipologie: puntuale (es. camini industriale), areale (es. vasche di impianti di depurazione), lineare (es. arteria stradale) o volumetrica (es. capannone industriale);
- Localizzazione geografica delle sorgenti;
- Dimensioni geometriche (altezza e diametro);
- Parametri fisici (velocità di efflusso e temperatura di emissione);
- Dati emissivi (rateo emissivo e frequenza di emissione).

Un ulteriore set di dati di input, strettamente connesso alla tipologia di modello in questione, riguarda i parametri necessari al modello per ricostruire la fisica e la natura stocastica del processo di dispersione. Per esempio, modelli lagrangiani a particelle richiedono l'identificazione del numero di particelle rilasciato dalla sorgente per ogni step temporale, mentre i modelli gaussiani necessitano della definizione del coefficiente di dispersione.
In aggiunta, alcuni modelli di dispersione richiedono di specificare l'altezza e la localizzazione di edifici o altre costruzioni (es. capannoni) per valutare l'effetto causato dal fenomeno di building downwash. Gli edifici possono infatti rappresentare un elemento di disturbo alla dispersione degli inquinanti in atmosfera poiché costituiscono un ostacolo per il movimento delle masse d'aria: in presenza di costruzioni si verificano delle turbolenze indotte dalla forza del vento che agisce sugli ostacoli con un conseguente spostamento del baricentro del pennacchio verso il basso. Pertanto, sottovento rispetto all’ostacolo, si ha un aumento della concentrazione degli inquinanti. Continuando ad allontanarsi, sempre in direzione sottovento, l’effetto di building downwash va progressivamente attenuandosi.

## Applicazioni
I modelli di dispersione sono attualmente molto diffusi anche in virtù della loro versatilità. Alcune delle loro possibili applicazioni riguardano:
- verifica del rispetto dei limiti normativi relativi agli standard di qualità dell'aria;[4][33]
- valutazione di impatto previsionale per esempio nel caso di installazione di nuovi impianti o di modifiche ad impianti già esistenti;[34][35][36]
- identificazione delle singole sorgenti potenzialmente più impattanti di un impianto;[36]
- identificazione degli impianti potenzialmente più impattanti all'interno di un territorio;[37]
- stima dell'influenza dei fattori geofisici sulla dispersione (per esempio l'elevazione del terreno, la presenza di corpi idrici e l'uso del suolo);[30][38]
- stima dell'influenza dei parametri meteorologici sulla dispersione;[39]
- valutazione dei rischi e pianificazione della gestione di eventi incidentali come il rilascio accidentale di sostanze pericolose (per esempio in caso di incendio);[40][41]
- valutazione dell'impatto odorigeno sul territorio;[42][43][44]
- nel caso di segnalazioni di molestia olfattiva, incrocio dei dati meteorologici con le concentrazioni al ricettore per verificare l'attendibilità delle segnalazioni.[45]

### Modellazione di impatto olfattivo
Una delle applicazioni dei modelli di dispersione riguarda la valutazione dell'impatto olfattivo sul territorio. A tale scopo vengono adottati gli stessi modelli di dispersione utilizzati per gli inquinanti "classici" con la definizione degli stessi dati di input (il rateo emissivo è in questo caso riferito all'odore). Differente è invece l'elaborazione dei risultati nella fase di post-processing. 
Nell'ambito della dispersione di odore gli studi modellistici vengono generalmente condotti su base annuale e dalle concentrazioni di odore al ricettore restituite dal modello, normalmente su base oraria, viene calcolato un determinato percentile. Le linee guida italiane in materia di odore richiedono la valutazione del 98° percentile. Lo stesso approccio viene adottato da molti altri stati europei e non (per esempio Irlanda, Regno Unito, Spagna, Colombia). Non esiste tuttavia un approccio univoco: ad esempio, in Danimarca si fa riferimento al 99° percentile, in Austria al 97°.
I valori di concentrazione di odore calcolati dal modello di dispersione sono generalmente mediati su un'ora. La percezione dell'odore è invece un fenomeno istantaneo, della durata di qualche secondo. Per tenere conto delle fluttuazioni istantanee di odore, strettamente connesse alla natura turbolenta dell'atmosfera, si fa riferimento al rapporto peak-to-mean che rappresenta il rapporto tra la concentrazione di picco, che si ritiene rappresentativa dei fenomeni di molestia olfattiva, e la concentrazione media restituita dal modello di dispersione:
{\displaystyle F={\frac {C_{p}}{C_{m}}}}
Il peak-to-mean rappresenta quindi un fattore correttivo che, moltiplicato per le concentrazioni orarie ottenute dal modello, porta alla determinazione delle concentrazioni di picco di odore. Per la stima del fattore di picco sono stati proposti diversi approcci: 
- peak-to-mean costante: la concentrazione di picco è direttamente proporzionale alla concentrazione media attraverso un fattore di proporzionalità noto e costante. È l'approccio più semplice e comunemente suggerito dalle linee guida (italiane e non). In merito al valore da attribuire al fattore di picco non esiste una univocità: in Italia viene per esempio indicato un valore pari a 2.3, in Germania 4, in Danimarca 7.8.[49][53][54]
- peak-to-mean variabile con la classe di stabilità: questo approccio prevede una dipendenza del peak-to-mean dalle condizioni di stabilità dell'atmosfera attraverso l'introduzione di un coefficiente il cui valore cambia a seconda della classe di stabilità. In particolare, assume valori più elevati in situazioni di atmosfera instabile, in cui il contributo della turbolenza è maggiore, così che la risultante concentrazione di picco sia più elevata. Viceversa in condizioni stabili il valore suggerito per il coefficiente risulta inferiore.[51][54]
- peak-to-mean variabile con la classe di stabilità e la distanza dalla sorgente: questo approccio prevede una riduzione della concentrazione di picco in condizioni di atmosfera stabile e allontanandosi progressivamente dalla sorgente in direzione sottovento.[51][53][54]

In letteratura sono stati proposti ulteriori approcci molto più complessi per il calcolo del peak-to-mean (ad esempio il fluctuating plume model).

## Innalzamento del pennacchio
Il fenomeno di innalzamento del pennacchio (plume rise) consiste in una spinta ascensionale del pennacchio emesso a causa dell'elevata temperatura di emissione (plume rise termico) o di una significativa velocità di espulsione (plume rise meccanico). All’emissione, i fumi caldi salgono verticalmente con aumento progressivo della sezione trasversale a causa dell’inglobamento di aria esterna. Successivamente, il pennacchio si piega in direzione sottovento, rallentando la propria risalita fino a perdere la spinta ascensionale. Al termine, il pennacchio presenta un baricentro che procede orizzontalmente sottovento. In pratica, ad una distanza sottovento x l’altezza del baricentro del plume risulta pari a:
{\displaystyle h_{B}(x)=h+\Delta h(x)}
{\displaystyle h} = altezza fisica del camino
{\displaystyle \Delta h} = innalzamento del pennacchio
La potenzialità ascensionale del pennacchio dipende da alcuni parametri: 
- Condizioni di emissione (velocità di emissione dei fumi {\displaystyle w_{0}} e temperatura dei fumi {\displaystyle T_{f}})
- Condizioni meteorologiche (velocità del vento {\displaystyle U}, temperatura dell’aria {\displaystyle T_{a}}, stabilità del PBL)

ed è descritta da due parametri, il buoyancy flux {\displaystyle F_{b}} e il momentum flux {\displaystyle F_{m}}:
{\displaystyle F_{b}=gr_{0}^{2}w_{0}{\frac {T_{f}-T_{a}}{T_{a}}}}
{\displaystyle F_{m}=r_{0}^{2}w_{0}^{2}{\tfrac {T_{a}}{T_{f}}}}
Il termine  {\displaystyle F_{b}} evidenzia la capacità ascensionale del pennacchio derivante dal galleggiamento termico, il parametro {\displaystyle F_{m}} il contributo legato alla propria quantità di moto. 

### Fase ascensionale
Durante la fase ascensionale l'altezza del pennacchio è funzione della distanza sottovento {\displaystyle x} dal punto di emissione, delle condizioni emissive e meteorologiche. L'innalzamento del pennacchio può essere stimato con la seguente relazione:
{\displaystyle \Delta h(x)={\Biggl (}{\frac {3F_{m}}{{\bigl (}0.4+1.2{\tfrac {U}{w_{0}}})^{2}U^{2}}}x+1.6^{3}{\frac {F_{b}}{U^{3}}}x^{2}{\Biggr )}^{\tfrac {1}{3}}}
Nel caso in cui il contributo meccanico sia trascurabile rispetto a quello termico, dunque l'innalzamento del pennacchio sia principalmente ascrivibile al galleggiamento, la relazione precedente si semplifica nella nota relazione di Briggs:
{\displaystyle \Delta h(x)=1.6{\frac {F_{b}^{\tfrac {1}{3}}}{U}}x^{\tfrac {2}{3}}}

### Innalzamento finale
Durante la fase finale il pennacchio ha esaurito la propria spinta ascensionale dunque procede orizzontalmente sottovento. La quota del pennacchio non risulta quindi più funzione della distanza sottovento {\displaystyle x} e può essere stimata facendo ricorso a diverse correlazioni proposte.
In condizioni di forte stabilità atmosferica, per esempio durante le ore notturne, è possibile fare ricorso alla seguente correlazione proposta da Briggs:
{\displaystyle \Delta h=2.66{\biggl (}{\frac {F_{b}}{Us}}{\biggr )}^{\tfrac {1}{3}}}
dove {\displaystyle s} rappresenta il parametro di stabilità, funzione del gradiente di temperatura potenziale.
Nel caso di atmosfera convettiva, una delle correlazioni più utilizzate è la seguente:
{\displaystyle \Delta h=30{\Biggl (}{\frac {F_{b}}{U}}{\Biggr )}^{\tfrac {3}{5}}}
In situazioni di neutralità un approccio possibile consiste nell'utilizzare il valore minimo ottenuto dalle due seguenti correlazioni:{\displaystyle \Delta h=min{\Biggl (}39{\frac {F_{b}^{\tfrac {3}{5}}}{U}};1.2{\Biggl (}{\frac {F_{b}}{Uu_{*}^{2}}}{\Biggr )}^{\tfrac {3}{5}}{\Biggl (}h+1.3{\Bigl (}{\frac {F_{b}}{Uu_{*}^{2}}}{\Bigr )}{\Biggr )}^{\tfrac {2}{5}}{\Biggr )}}
{\displaystyle u_{*}}= velocità di attrito con la superficie
È bene sottolineare che non esiste una correlazione universalmente accettata per il calcolo dell'innalzamento del pennacchio. Nel corso degli anni è stato proposto un numero elevato di correlazioni diverse, alcune basate su fondamenti teorici altre di tipo semi-empirico, e il quadro che ne emerge è piuttosto complesso. Ne consegue che le soluzioni adottate dai diversi modelli di dispersione sono spesso differenti.